# Добродеев, Олег Борисович
Оле́г Бори́сович Доброде́ев (род. 28 октября 1959, Москва) — российский журналист и медиаменеджер, генеральный директор Всероссийской государственной телевизионной и радиовещательной компании (ВГТРК). Полный кавалер ордена «За заслуги перед Отечеством».
Из-за вторжения России на Украину, как пропагандист, включен в санкционные списки всех стран Евросоюза, Великобритании и ряда других государств.

## Биография
Родился 28 октября 1959 года в Москве.
Сын сценариста Бориса Тихоновича Добродеева (1927—2022). Старший брат, Дмитрий Добродеев (род. 1950), — писатель, живёт в Чехии.
В 1981 году окончил исторический факультет Московского государственного университета (МГУ) по специальности «Новая и новейшая история Франции», учился на параллельном потоке с Владимиром Кара-Мурзой (старшим), Еленой Осокиной, Еленой Гагариной, Алексеем Левыкиным и Константином Затулиным. После окончания вуза стал научным сотрудником Института США и Канады АН СССР. В 1982 году учился в аспирантуре Института международного рабочего движения.
Женат. Сын — Борис (род. 1984), работал генеральным директором Mail.ru Group.

## Работа на телевидении

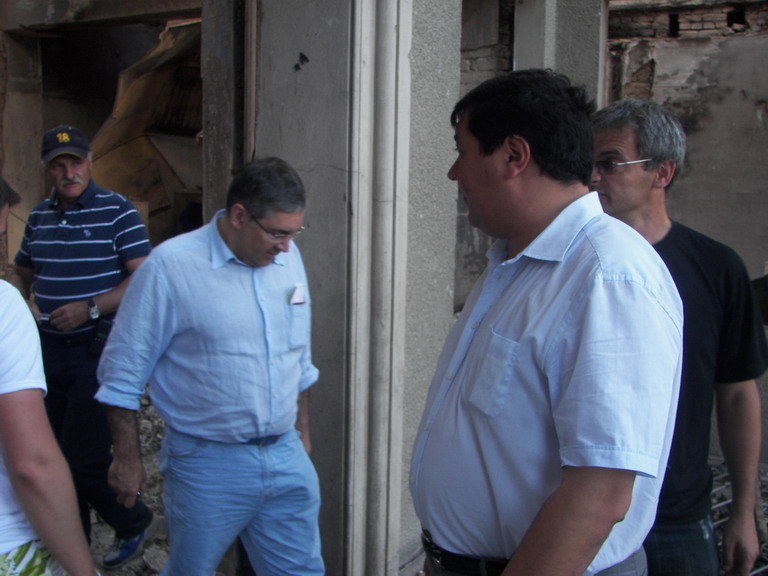
Олег Добродеев (слева от центра) у разрушенного здания Парламента Южной Осетии во время подготовки прямой трансляции концерта Валерия Гергиева. Цхинвал. 21 августа 2008 года

С 1983 года по 1990 год — сотрудник Центрального телевидения Гостелерадио СССР (ЦТ). Работу здесь начал с должности младшего редактора, затем был корреспондентом, комментатором программы «Время» и заместителем главного редактора Главной редакции информации. Недолго вёл программу «120 минут».
В 1990 году — создатель (совместно с Эдуардом Сагалаевым и Александром Тихомировым) еженедельной программы ЦТ «Семь дней».
С 1990 года по сентябрь 1991 года — директор информационной программы «Вести».
С сентября 1991 по сентябрь 1993 года — главный редактор Информационного телевизионного агентства Российской государственной телерадиокомпании «Останкино».
Один из создателей коммерческой телекомпании НТВ. С сентября 1993 года — главный редактор Службы информационных программ телекомпании НТВ. С 1993 года до 1997 года — вице-президент телекомпании НТВ. С июля 1996 года — один из учредителей ЗАО «НТВ-Плюс». С января 1997 года — один из учредителей ЗАО «Медиа-Мост». С декабря 1997 года до января 2000 года — генеральный директор ОАО «Телекомпания НТВ».
31 января 2000 года назначен председателем ФГУП «Единый производственно-технологический комплекс „Всероссийская государственная телевизионная и радиовещательная компания“» (ВГТРК). С 13 апреля 2000 года также главный редактор Объединённой редакции электронных средств массовой информации «Телеканал „Россия“» и «Государственная телекомпания „Вести“». В связи со сменой руководства НТВ 14 апреля 2001 года подал в отставку с поста председателя ВГТРК, которая не была принята Президентом РФ В. В. Путиным. С 26 февраля 2004 года (де-факто — с 29 июля 2004 года) — генеральный директор ФГУП «Всероссийская государственная телевизионная и радиовещательная компания» (ФГУП «ВГТРК»).

## Общественная деятельность
С 2018 года — член Совета при Президенте Российской Федерации по культуре и искусству.

## Санкции
- В апреле 2022 года, после вторжения России на Украину, Евросоюз ввёл санкции против Добродеева «за активную поддержку или реализацию действий или политики, которые подрывают или угрожают территориальной целостности, суверенитету и независимости Украины». Евросоюз отмечает, что «Олег Добродеев активно участвовал в кремлевской пропаганде, создавая и распространяя искаженную информацию в интересах политического руководства Российской Федерации». Кроме того, Олег Добродеев является инициатором и главным создателем государственного телеканала «Россия-24», владельцем телеканала «Россия-1». Эти каналы являются основным рупором государственной пропаганды, которые эффективно выполняют задачи по укреплению режима Путина и обеспечивают пропаганду его агрессивной внутренней и внешней политики[19][20][21]
- 4 мая 2022 года попал под санкции Великобритании, так как «связан с лицом, причастным к получению выгоды от Правительства России»[22][23].
- 7 июля 2022 года попал под санкции Канады, как «российский деятель дезинформации и пропаганды», несущий ответственность «за создание условий и поддержку неспровоцированного и необоснованного вторжения России на Украину»[24][25][26]
- Также, как пропагандист, находится под санкциями Швейцарии и Новой Зеландии[27][28][29]
- В октябре 2022 года попал под санкции Украины сроком на 10 лет по аналогичным основаниям[30][31]
- 24 февраля 2024 года внесён в санкционный список Австралии[32][33].

## Награды и премии

### Государственные награды

#### Российская Федерация
- Орден «За заслуги перед Отечеством» I степени (28 октября 2019 года) — за выдающийся вклад в развитие отечественных средств массовой информации и многолетнюю плодотворную работу[34].
- Орден «За заслуги перед Отечеством» II степени (2014 год)[35]
- Орден «За заслуги перед Отечеством» III степени (12 апреля 2010 года) — за большой вклад в развитие отечественного телевещания и многолетнюю добросовестную работу[36].
- Орден «За заслуги перед Отечеством» IV степени (27 ноября 2006 года) — за большой вклад в развитие отечественного телерадиовещания и многолетнюю плодотворную работу[37].
- Орден «За доблестный труд» (17 октября 2024 года) — за большой вклад в развитие отечественного телерадиовещания и многолетнюю добросовестную работу[38].
- Орден Александра Невского (15 апреля 2016 года)[35].
- Орден Почёта (13 января 1999 года) — за заслуги в области печати, культуры, укреплении дружбы и сотрудничества между народами, многолетнюю плодотворную работу[39].

#### Другие страны
- Кавалер Орден «За заслуги перед Итальянской Республикой» с разрешением ношения соответствующих знаков отличий (13 января 2017 года), зарегистрирован в списке кавалеров ордена под № 4492 серия VI[40].
- Орден Французской Республики «За заслуги» (2001 год)[41].
- Орден Дружбы (23 августа 2023 года, Южная Осетия) — за большой вклад в прорыв информационной блокады во время агрессии Грузии против осетинского народа в августе 2008 года и в связи с 15-й годовщиной признания независимости Республики Южная Осетия Российской Федерацией[42].

### Награды Президента РФ
- Почётная грамота Президента Российской Федерации (18 октября 2009 года) — за большой вклад в развитие отечественного телерадиовещания и многолетнюю плодотворную деятельность[43].
- Благодарность Президента Российской Федерации (23 апреля 2008 года) — «за информационное обеспечение и активную общественную деятельность по развитию гражданского общества в Российской Федерации»[44].
- Благодарность Президента Российской Федерации (7 декабря 2007 года) — за большой вклад в создание и развитие нового телевизионного проекта сатирического журнала «Фитиль»[45].
- Благодарность Президента Российской Федерации (июль 1996 года) — за большой вклад в становление российской демократии, творческое и инициативное участие в подготовке и проведении кампании всенародных выборов[46].

### Награды Правительства РФ
- Медаль Столыпина П. А. I степени (24 октября 2019) — за заслуги в развитии отечественного телевещания и многолетнюю добросовестную работу[47].

### Ведомственные награды
- Орден «За заслуги перед Республикой Дагестан» (2 октября 2017 года) — за заслуги перед Республикой Дагестан, высокий профессионализм и объективность в освещении событий в республике[48].
- Медаль «Памяти Ахмат-Хаджи Кадырова, первого Президента Чеченской Республики» (17 сентября 2018 года) — за вклад в объективное освещение общественно-политических событий в Чеченской Республике, развитие и совершенствование отечественной журналистики[49];
- Именные часы Главы Республики Дагестан (3 августа 2023 года) — за вклад в развитие телевидения и радиовещания в Республике Дагестан, многолетнюю плодотворную деятельность[50];
- Орден Кадырова (23 декабря 2008 года, Чечня) — за значительный вклад в дело развития и совершенствования телерадиовещания на территории Чеченской Республики, объективное освещение общественно-политических процессов на Северном Кавказе[51]
- Заслуженный журналист Чеченской Республики (13 мая 2011 года) — за заслуги в развитии и совершенствовании телерадиовещания на территории Чеченской Республики[52];
- Орден «Дуслык» (9 декабря 2019 года, Татарстан) — за плодотворное сотрудничество с Республикой Татарстан и значительный вклад в развитие средств массовой информации[53];
- Медаль Республики Тыва «За заслуги перед Республикой Тыва» (27 января 2023 года) — за многолетний добросовестный труд[54];
- Медаль «300 лет Российскому флоту» (7 июня 1996 года)[35].
- Медаль «Участнику военной операции в Сирии» (вручена 17 апреля 2016 года) — за высокий профессионализм и объективность в освещении военной операции в Сирийской Арабской Республике[55].
- Медаль «За освобождение Пальмиры» (27 июля 2016 года)[35].
- Нагрудный знак РФ «За вклад в российскую культуру» (2018, Министерство культуры Российской Федерации)[56]
- Юбилейный нагрудный знак Московской областной Думы «20 лет Московской областной Думе» (28 ноября 2013 года)[57].
- Юбилейный знак республики Саха «375 лет вхождения Якутии в состав Российского государства» (25 декабря 2007 года)[58].

### Награды Русской православной церкви
- Орден преподобного Сергия Радонежского II степени (РПЦ, 2014 год)[59].
- Орден святого благоверного князя Даниила Московского II степени (РПЦ, вручён 29 марта 2007 года)[60].
- Орден Святого благоверного великого князя Александра Невского I степени (РПЦ, вручён 31 октября 2024 года) — во внимание к вкладу в сохранение традиционных ценностей в обществе и в связи с 65-летием со дня рождения[61]

### Премии
- Государственная премия Российской Федерации в области литературы и искусства 2011 года (совместно с С. Л. Шумаковым и С. И. Бэлзой) (5 июня 2012 года) — за вклад в популяризацию достижений культуры и науки и выдающуюся просветительскую деятельность[62].
- Премия «Человек года — 5765» Федерации еврейских общин России (2005) — за участие в создании документального фильма «Тайна Виленского гетто»[63].